# Opera Magna
Opera Magna ist eine spanische Symphonic-Power-Metal-Band, die 1997 von Enrique Mompó und F. Javier Nulain in Valencia gegründet wurde.

## Diskografie
- 2003: Horizontes De Gloria (Demo)
- 2006: El Último Caballero (Album, Producciones Malditas)
- 2009: Un Sueño en un Sueño (EP)
- 2010: Poe (DFX Records)
- 2014: Del Amor y otros Demonios.Acto.1 (EP)
- 2015: Del Amor y Otros Demonios.Acto.2 (EP)
- 2019: Del Amor y Otros Demonios (Album, Maldito Records)
- 2022: What Was Dreamt and Lived
- 2022: Where Once Was Beating My Dark Heart
- 2023: Wound of Love (EP)